# Celofyz
Celofyz (Coelophysis) – rodzaj teropoda z rodziny Coelophysidae. Zamieszkiwał tereny dzisiejszej Ameryki Północnej i być może południowej Afryki (przy założeniu, że megapnozaur jest młodszym synonimem celofyza – patrz niżej).

## Taksonomia
Opisano kilka gatunków należących do tego rodzaju, m.in. C. longicollis (Cope, 1887) i C. willistoni (Cope, 1887), obecnie jednak jako pewny gatunek traktuje się tylko jeden – C. bauri (Cope, 1887).
Coelophysis bauri został opisany przez Cope'a na podstawie fragmentarycznych, często uważanych za niediagnostyczne skamieniałości. Wprawdzie później, w latach 40. XX wieku, na terenie Ghost Ranch w Nowym Meksyku odkryto setki świetnie zachowanych szkieletów, lecz nie było pewne, czy rzeczywiście należą one do C. bauri (fragmentaryczność szczątków, na podstawie których Cope opisał ten gatunek, utrudniała porównania). Hunt & Lucas (1991) uznali nawet C. bauri za nomen dubium, a zwierzęta z Ghost Ranch zaliczyli do nowego gatunku Rioarribasaurus colberti. W odpowiedzi Colbert i in. (1992) wnioskowali do Międzynarodowej Komisji Nomenklatury Zoologicznej o wyznaczenie neotypu dla C. bauri; komisja przychyliła się do ich wniosku, uznając za neotyp C. bauri kompletny szkielet z Ghost Ranch oznaczony AMNH 7224 (holotyp Rioarribasaurus colberti). Tym samym C. bauri jest starszym synonimem R. colberti.
Dodatkowo zdaniem części naukowców rodzaj Coelophysis jest też starszym synonimem rodzaju Megapnosaurus (choć pozostaje to przedmiotem sporu).
Sullivan & Lucas (1999) stwierdzili, że będąca jednym z syntypów celofyza kość łonowa, oznaczona AMNH 2706, w rzeczywistości należy do opisanego przez nich gatunku Eucoelophysis baldwini; podejrzewali też, że wiele innych fragmentarycznych skamieniałości, na podstawie których Cope opisał celofyza, może również należeć w rzeczywistości do eucelofyza, lecz nie byli w stanie stwierdzić tego z całą pewnością. Późniejsze badania wykazały, że eucelofyz nie był, jak twierdzili autorzy jego opisu, teropodem czy nawet w ogóle dinozaurem, lecz bardziej prymitywnym przedstawicielem kladu Dinosauriformes (obejmującego dinozaury i ich najbliższych krewnych), być może spokrewnionym z silezaurem. Nesbitt i in. (2007) przebadali skamieniałości, na podstawie których Cope opisał celofyza i wywnioskowali, że część z nich (w tym AMNH 2706) można przypisać przedstawicielowi kladu Coelophysoidea co najmniej podobnemu do C. bauri (i tym samym nie mogą one należeć do prymitywnego eucelofyza); inne fragmentaryczne skamieniałości były niemożliwe do bliższej klasyfikacji, a kość udowa oznaczona AMNH 2725, prawdopodobnie należała do przedstawiciela kladu Crurotarsi (krewnych krokodyli) podobnego do szuwozaura.

## Dane podstawowe
Cechy gatunku:
pokrycie ciała: nieznane: najczęściej przedstawiany z łuskami, choć istnieją przesłanki za upierzeniem celofyzoidów (odcisk oznaczony jako AC 1/7 z pędzelkowatymi wyrostkami zinterpretowanymi jako pióra)
głowa: smukła czaszka, zawierała wiele pustych przestrzeni dla zmniejszenia wagi, z zakrzywionymi do tyłu zębami, jak u reszty teropodów;
szyja: giętka, połączona z tylną częścią czaszki, wygięta w kształcie litery "S";
kończyny przednie: rozwinięte z czteropalczastymi dłońmi (czwarty palec silnie zredukowany);
kończyny tylne: smukłe, podciągnięte pod ciało, z rozwiniętym stawem skokowym, zakończone trzema dobrze rozwiniętymi palcami i czwartym mocno uwstecznionym;
Wymiary średnie:
długość ciała ok.: 3 m;
wysokość ok: 1,5 m;
masa ok. 45 kg.
Okres występowania: późny trias.
Tryb życia, zachowania społeczne: Na podstawie znalezienie 1000 szkieletów celofyza w Ghosth Ranch (Nowy Meksyk) spekuluje się na temat jego stadnego trybu życia. Jednak w triasie często dochodziło do powodzi zabijających mnóstwo zwierząt i znoszących ich ciała w jedno miejsce. Tak więc znalezienie wielu szkieletów celofyza w jednym miejscu wcale nie musi świadczyć o jego stadności. Niegdyś podejrzewano go o kanibalizm, jednak obecnie neguje się tę teorię.
Pożywienie: mięso.
Znaczenie nazwy:
coelo = pusta
physis = forma
bauri = od nazwiska znalazcy, członka zespołu E. D. Cope'a – Baura